# アルバイト詐欺
アルバイト詐欺（アルバイトさぎ）とは、以下のようなものをいう。
- 「消費者金融で借金をしてくれれば、手数料を支払う。」などと称してアルバイトを募集する。募集は通常、口コミで行う。
- アルバイト募集の目的は「消費者金融の調査」、「消費者金融の貸付残高を上げるのに協力」などという名目である。
- 求人側（実際は詐欺師）より「借金はアルバイターの名義で行うが、返済は当方で行う。」と説明がある。年齢、職業を偽り借金を申し込むように言われることもある。
- アルバイターが借りてきた金員は求人側に渡され、求人側よりアルバイターに手数料が支払われる。
- その後、最初の返済日（一ヶ月ほど後）が来ても求人側がアルバイター名義の借金を返済することはなく、アルバイターに請求が来る。驚いたアルバイターが求人側に連絡をしても連絡が取れなくなっていたり、取れたとしても「関係ない。」などと言われる。
- 結局、借金の名義人のアルバイターは、実際には手にしていない借入れ金の返済をさせられることになる。

近年はアルバイターにサラ金カードをつくらせ、それを求人側（詐欺師側）が受け取り、アルバイターに手数料を払うという手口もある。また、ソーシャルネットワークサービス（sns）で勧誘する例が報告されている
こうしたものは借金アルバイト詐欺、借金アルバイト詐欺ともいう。